# Csüan Hung-csan
 Kínai név: vezetéknév: Csüan (Quan); utónév: Hung-csan (Hongchan)
Csüan Hung-csan (Quan Hongchan) (Csancsiang (Zhanjiang), 2007. március 28. –) olimpiai bajnok kínai műugró.

## Sportpályafutása
2007-ben született a dél-kínai Kuangtung (Guangdong) tartomány Csancsiang (Zhanjiang) városában született, ahol hétévesen kezdett el a műugrással foglalkozni. 2018-ban lett tagja a kuangtungi műugró csapatnak, ahol három évet töltött, mielőtt 2020 végén bekerült volna a nemzeti válogatottba.
2018-ban, a kuangtung (guangdong)i tartományi műugró bajnokság háromszoros, majd 2019-ben ötszörös bajnoka lett egyéni toronyban. A 2020. október elején rendezett nemzeti bajnokságon a 10 méteres toronyugrás fináléjában aranyérmes lett, maga mögé utasítva több olimpikont is.
2021-ben, 14 évesen felülmúlta az elvárásokat, amikor Tokióban, a nyári olimpiai játékok női toronyugrásának döntőjében – mint a mezőny legfiatalabb műugrója, és egyben a kínai csapat legfiatalabb tagja – aranyérmes lett. Óriási előnnyel végzett az élen (466,20 ponttal), a második helyezett – az ugyancsak kínai Csen Jü-hszi (Chen Yuxi) – előtt több mint 40, a harmadik – helyen végző ausztrál Melissa Wu – előtt pedig csaknem száz ponttal. Elért eredményének köszönhetően 2008 óta negyedszer állhatott fel – ebben a számban – kínai versenyző a dobogó legfelső fokára, és ő lett a második legfiatalabb kínai aranyérmes az olimpiai játékok történetében, miután Fu Ming-hszia (Fu Mingxia) 13 évesen végzett az első helyen Barcelonában, 1992-ben.
A 2022-es budapesti úszó-világbajnokságról három éremmel távozott, két arannyal (szinkron torony, csapat) és egy ezüsttel (torony).